# リード・シート
リード・シート（英: lead sheet）は、曲のメロディ、コードと歌詞やフィール（テンポなど）という、ジャズ・ポピュラー音楽の基本的な部分のみを書きあらわした記譜法の一種。ジャズやポピュラー音楽の演奏、編曲の基礎のために使われることが多い。コードネームを演奏する場合に実際にどのような音をどんなタイミングで出すのかは、リード・シートでは指示されず、演奏者が決める。ポピュラー音楽やジャズ以外の世界の音楽家も、リード・シートを使うことがあるが、クラシック音楽ではあまり使われない。
リード・シートの曲集はフェイク・ブック（英: fake book）と呼ばれることがあり、「リアル・ブック」という曲集がもっとも有名である。